# Gluta pubescens
Gluta pubescens là một loài thực vật có hoa trong họ Đào lộn hột. Loài này được (Ridl.) Ding Hou mô tả khoa học đầu tiên năm 1978.